# 茨城県立八郷高等学校
茨城県立八郷高等学校（いばらきけんりつやさとこうとうがっこう）は、茨城県石岡市柿岡に所在した公立の高等学校。
2007年（平成19年）4月9日に、茨城県立石岡第一高等学校と統合され、新校「茨城県立石岡第一高等学校」に移行、2009年（平成21年）3月31日に閉校した。
2014年に、跡地と施設は改修・増設されて青丘学院つくば中学校・高等学校に継承された。 

## 設置学科
- 普通科

## 所在地
〒315-0116 茨城県石岡市柿岡160